# Microtritia tropica
Microtritia tropica är en kvalsterart som beskrevs av Johann Christian Friedrich Märkel 1964. Microtritia tropica ingår i släktet Microtritia och familjen Euphthiracaridae.

## Underarter
Arten delas in i följande underarter:
- M. t. tropica
- M. t. dusan